# درخت ساپان
درخت ساپان (در متون طب سنتی بقم) (نام علمی: Caesalpinia sappan) نام یک گونه از سرده گل ابریشم است.